# Heterotrophie

Heterotrophe Organismen sind auf andere Lebewesen angewiesen, von denen sie sich ernähren können

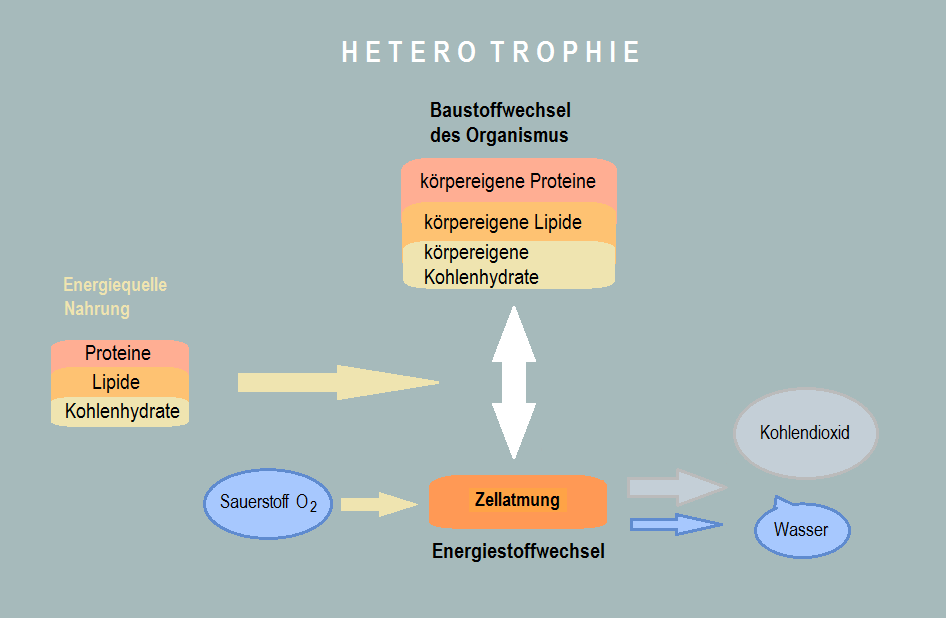
Die beiden Verwertungsweisen der organischen Nährstoffe. Hinsichtlich der Zellatmung sind heterotrophe Organismen auf den ebenfalls von anderen Lebewesen, den Pflanzen, gebildeten Sauerstoff angewiesen.

Heterotrophie (altgriechisch ἕτερος heteros „fremd“, „anders“ und τροφή trophé „Ernährung“; also „sich von anderen ernährend“) bezeichnet in der Biologie das Aufbauen von Körperbestandteilen (Anabolismus) durch Lebewesen aus bereits vorhandenen organischen Verbindungen.
Tiere, Pilze und die meisten Bakterien und Archaeen ernähren sich heterotroph. Sie verwenden organische Stoffe zum Aufbau körpereigener Stoffe. Sie können organische Stoffe nicht ausschließlich aus anorganischen Stoffen bilden. Sie werden als Heterotrophe bezeichnet. Sie erfüllen ökologisch die Funktion der Konsumenten, wobei sie sich entweder als Pflanzenfresser, Fleischfresser oder Allesfresser ernähren. Manche Heterotrophen erfüllen außerdem die ökologische Funktion von Destruenten. Heterotrophe Lebewesen haben ein artspezifisches Nahrungsspektrum. 
Die ökologische Ergänzung zur Heterotrophie ist die Autotrophie, bei der der Kohlenstoff für den Aufbau organischer Stoffe ausschließlich aus anorganischen Kohlenstoffverbindungen bezogen wird. Das trifft vor allem auf Photosynthese betreibende Primärproduzenten (insbesondere Pflanzen) zu, deren Kohlenstoffquelle das Kohlenstoffdioxid und deren Energiequelle  Licht ist. Es gibt einzelne Arten wie die Geißelalge Euglena und die sogenannten fleischfressenden Pflanzen, die sowohl Photosynthese betreiben als auch heterotroph organische Nahrung aufnehmen und verwerten können. 

## Grade bei der Vergesellschaftung
Die Heterotrophie hat zu verschiedenen Formen des Zusammenlebens artverschiedener Organismen geführt – mit unterschiedlichem Grad der gegenseitigen Abhängigkeit:
- Kommensalismus: Einer der beiden Partner hat deutliche Vorteile, Nachteile für den anderen sind aber nicht erkennbar.
- Mutualismus: Die Partnerschaft ist für beide Partner von Nutzen wie z. B. bei der Symbiose.
- Antagonismus: Der Nutzen liegt ausschließlich bei einem der beiden Partner, der andere wird mehr oder weniger stark, bisweilen sogar letal geschädigt. Dabei werden mehrere Kategorien unterschieden:
  - Räuber-Beute-Beziehung: Ein tierischer Prädator (Räuber) ernährt sich hauptsächlich von anderen Tieren (Beute), auf die er Jagd macht.
  - Parasitismus: Bei Bakterien, Pilzen, Pflanzen und Tieren dient ein Wirt mindestens in einer bestimmten Lebensphase des Parasiten diesem zur Ernährung. Folgen des Parasitismus sind oft Krankheiten oder sogar der Tod des Wirtes.
  - Antibiose: Es werden Stoffe produziert, die das Wachstum oder die Überlebensmöglichkeit von Parasiten oder Konkurrenten einschränken, z. B. Produktion von Antibiotika durch verschiedene Pilze.
  - Interspezifische Konkurrenz: Es findet ein Wettbewerb um die gleichen Ressourcen zwischen Individuen verschiedener Arten oder Populationen statt.